# 气氛
《氛围》也译《气氛》，是一部由Anders Weberg執導的瑞典电影，預計於2020年12月13日發行，该片将长达720个小时（30天），并且将在全球放映。一旦电影在影片上映后，Weberg表示將会销毁片源，他说“最长的电影将不存在。”他还称这将是他的最后一部电影。

## 简介
这部电影前提部分基于从《第七封印》的国际象棋比赛现场，将通过空间与时间交织出超现实主义，一场如梦般的旅程。Weberg描述影片为“艺术家的抽象非线性叙事摘要的运动图像”。
截至2016年，Weberg声称已经完成了400小时的录像。为了在发行日期前完成电影，他必须每周拍摄7到8小时的录像。Weberg已经为这部电影发行两部预告片，其中第一部在2014年发行，长达72分钟。他在2016年发布了第二部预告片，时长为439分钟（约7小时20分钟），并表示将在2018年发布一个72小时的预告片。第二个预告片采用了没有删减的单一录像，并于2016年7月20日从互联网上删除。